# Det bittra ljuva livet
Det bittra ljuva livet (franska: Les choses de la vie) är en fransk-italiensk dramafilm från 1970 i regi av Claude Sautet.
Filmen är baserd på Paul Guimards roman med samma namn.

## Utmärkelser
Filmen vann Louis Delluc-priset 1969.

## Rollista i urval
- Romy Schneider - Hélène
- Michel Piccoli - Pierre
- Lea Massari - Catherine
- Gérard Lartigau - Bertrand
- Jean Bouise - François
- Boby Lapointe - lastbilsföraren
- Henri Nassiet - Pierres far
- Marcelle Arnold - Victorine
- Tania Torrens - Hélènes mor
- Jean-Pierre Zola - Hélènes far